# Commedia greca

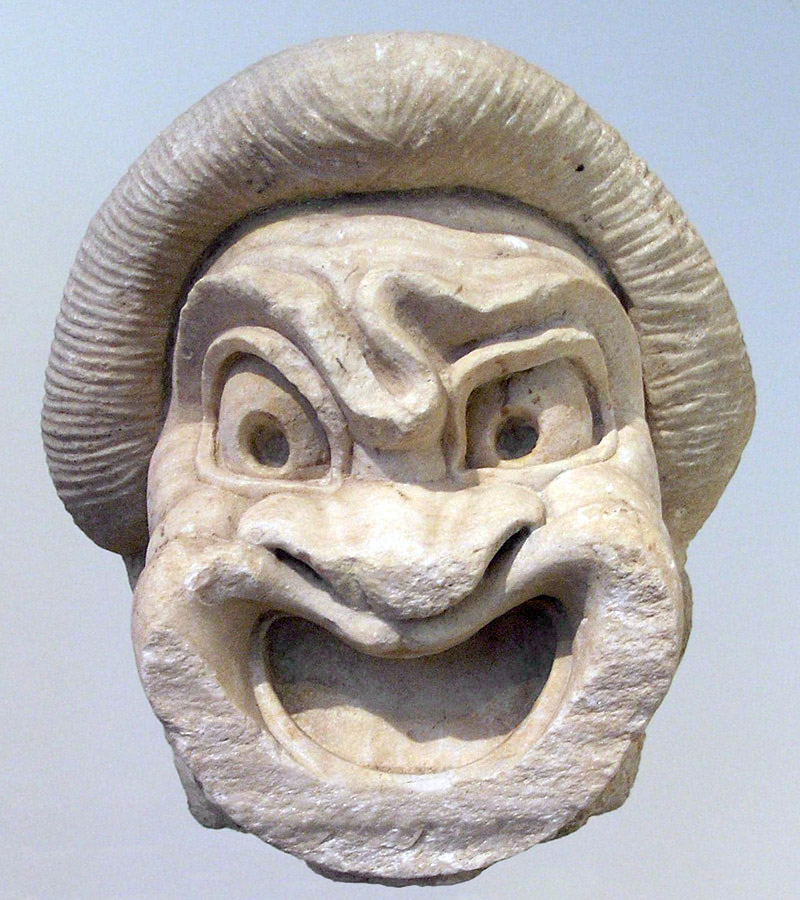
Maschera teatrale appartenente al primo schiavo della commedia nuova, II secolo a.C. Museo archeologico nazionale di Atene.

La commedia greca è uno dei generi letterari e teatrali principali dell'antica Grecia, nato pochi decenni dopo la tragedia. La sua origine è, comunque, poco conosciuta: Aristotele la lega ai canti fallici che accompagnavano le processioni dionisiache (in greco antico:  κῶμοι?, vedi Komos), ma il passaggio da questi alla commedia classica rimane poco chiaro.
Se Epicarmo è il primo autore comico riportato dalle fonti antiche a noi note, la commedia greca è conosciuta principalmente per Aristofane, del quale sono giunte ai nostri giorni undici commedie complete. Abbiamo inoltre due opere di Menandro sostanzialmente complete: Il misantropo e La donna di Samo, oltre che numerosi frammenti di altre commedie. Degli altri commediografi esistono frammenti e/o titoli per un totale di circa 1500 commedie.

## Periodizzazione

### Commedia antica

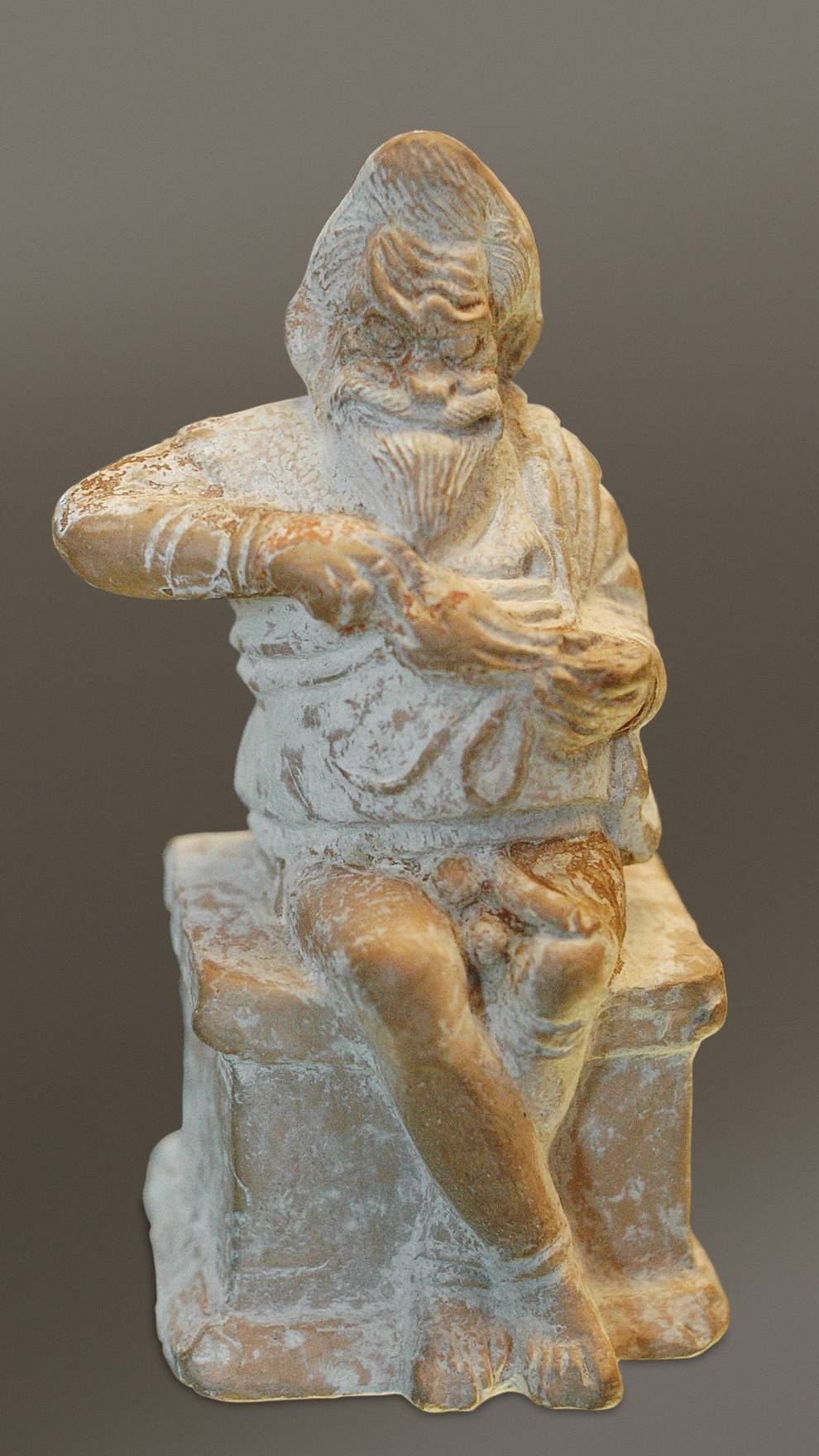
Attore che interpreta la parte di uno schiavo seduto su un altare, mentre sta svuotando una borsa appena rubata. circa 400-375 a.C. Museo del Louvre.

Viene chiamata commedia antica la produzione teatrale comica ad Atene che va dal V all'inizio del IV secolo a.C. e che conosciamo essenzialmente grazie alle opere di Aristofane, scritte in versi, con passaggi prevalentemente parlati e alcune scene cantate. La loro rappresentazione non avveniva nel Teatro di Dioniso che conosciamo oggi, ma probabilmente su dei gradini di legno appoggiati al fianco della collina sulla quale sorge l'Acropoli, in occasione delle due feste consacrate a Dioniso, le Lenee e le Grandi Dionisie; i poeti comici gareggiavano presentando un pezzo ciascuno (o due pezzi alle Lenee).

#### Gli autori
I più antichi autori conosciuti sono Epicarmo, che compose quaranta commedie, di stile brillante e popolare, Chionide, vincitore del primo concorso comico nel 486 a.C. e Magnete, che avrebbe ottenuto undici vittorie, ma noi non abbiamo di lui che otto versi e qualche titolo; la Suda cita anche il nome di Formide, autore di cinque drammi dei quali abbiamo solo scarni frammenti.
Tra i rivali di Aristofane, si deve soprattutto citare Cratino (circa 485-420 a.C.), che ottenne sei vittorie alle Dionisie tra il 453 e 423 a.C. e tre alle Lenee e del quale abbiamo abbondanti resti (oltre cinquecento frammenti) in cui spesso si prende in giro violentemente Pericle, presentato sotto le spoglie di uno Zeus o Dioniso. Cratete di Atene è citato in maniera lusinghiera sia da Aristofane  che da Aristotele nella sua Poetica; ottenne tre vittorie alle Grandi Dionisie e passa per essere stato il primo a rinunciare all'invettiva giambica. Di Ferecrate conosciamo diciannove titoli; Frinico fu autore di dieci opere delle quali abbiamo i titoli, mentre Platone il comico compose una trentina di commedie di stile brillante e vinse alle Dionisie intorno al 414 a.C. Eupoli era collega e amico d'infanzia di Aristofane, prima che questo lo accusasse di plagio. Le sue opere, in numero di quattordici, sono state rappresentate dal 429 a.C. in poi, fino all'anno della sua morte prematura nel 411 a.C.: Eupoli era, inoltre, considerato nell'antichità come uno dei tre più grandi poeti comici con Cratino e Aristofane. Può essere fatta menzione anche dei rivali di Aristofane, Teleclide, Ermippo.

#### Caratteristiche
La struttura della archaia è caratterizzata da intrighi riguardanti sempre la vita della città. In Gli acarnesi, La pace o Lisistrata, Aristofane opta per la pace per porre fine alla guerra del Peloponneso; in Le vespe, denuncia gli effetti perversi delle istituzioni giudiziarie ateniesi. Si parla (spesso ridicolizzandole) di personalità contemporanee, che possono anche apparire sul palco. Così, il demagogo Cleone viene ridicolizzato a lungo da Aristofane (in I babilonesi e I cavalieri) mentre Socrate appare in persona ne Le nuvole.

La sua struttura canonica era composta da un prologo, nel quale veniva presentato il protagonista; la parodo (in greco antico: πάροδος?), ossia l'ingresso del coro, che canta e danza; l'"agone" (in greco antico: ἀγών?), uno scontro comico tra l'eroe e il o i suoi avversari, arbitrato dal corifeo (capo del coro), che termina con il trionfo dell'eroe; la parabasi (in greco antico: παράβασις?), un intermezzo in cui il capo del coro, rompendo l'illusione teatrale, si rivolge al pubblico per consegnare un discorso di politica o, più prosaicamente, per fare pubblicità all'autore, spesso a scapito dei concorrenti; diversi episodi nei quali l'eroe celebra la sua vittoria; infine, l'esodo (in greco antico: ἔξοδος?), ossia l'uscita del coro e trionfo dell'eroe, in un crescendo frenetico.

L'inventiva dell'autore è fondamentale e il pubblico, originariamente costituito da agricoltori e vignaioli riuniti per le Dionisie rurali, è poco raffinato: battute oscene o scatologiche, caricature pesanti, e oggetti fallici, erano, dunque, presenti in abbondanza. L'illusione comica è rotta dal fatto che i protagonisti fanno spesso apertamente riferimento ai diversi "trucchi" del teatro: Trigeo, eroe de La pace, volando verso l'Olimpo a cavallo di uno scarabeo stercorario, implora il macchinista, che manovra la gru, di fare attenzione; ancora, Diceopoli, eroe de Gli acarnesi, suggerisce ad Euripide di prendere in prestito l'ekkyklema per apparire senza uscire di casa: questo tipo di piattaforma orizzontale, semi-circolare e mobile, ruotando su un perno verticale posto nella parete posteriore del teatro, era destinato a mostrare ciò che stava accadendo all'interno di una casa. Il coro, dopo l'agone, introduceva la parabasi annunciando che era tempo di giungere all'anapesto, nome del verso impiegato.

### Commedia di mezzo
La transizione tra commedia antica e commedia nuova è poco conosciuta. Gli antichi attribuivano a questo periodo più di 600 commedie andate tutte perdute.

Secondo la tradizione, viene indicata come commedia di mezzo. Per alcuni, tuttavia, questa tripartizione non ha luogo, ed "è solo necessario distinguere fra commedia nuova e commedia antica". I nomi di Antifane e Alessi fanno parte di questa transizione.
 Tuttavia, vediamo già un cambiamento negli ultimi due pezzi superstiti di Aristofane, Le donne al parlamento e  Pluto: scompare la parabasi, il coro ha un ruolo secondario e l'azione progredisce in maniera più logica. A quanto pare, queste tendenze erano ancora più evidenti nelle opere ormai perdute, come Eolosicone - apparizione di colpi di scena, rapimento, stupro e riunioni.

### Commedia nuova

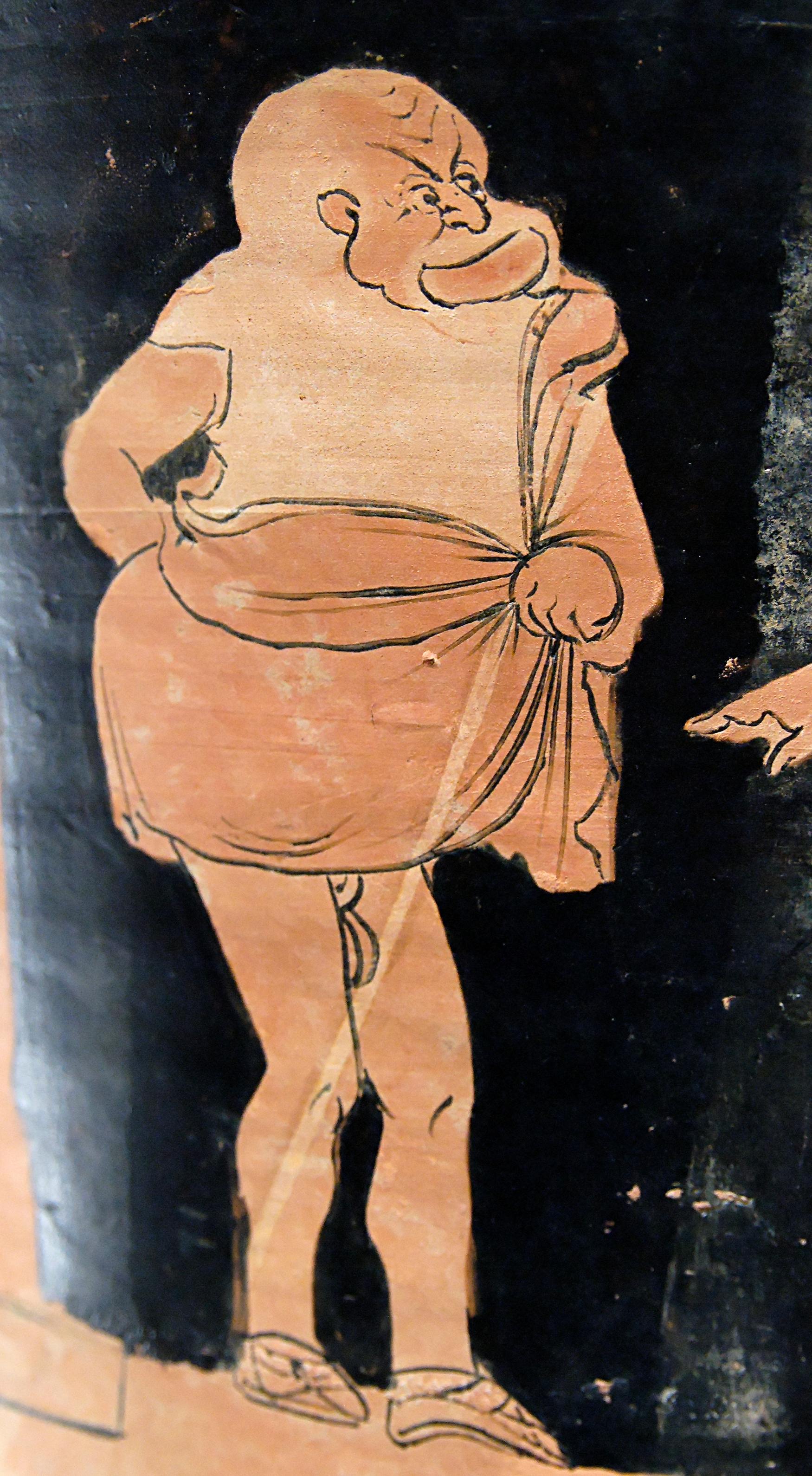
Schiavo che interpreta una farsa fliacica, rappresentato su un cratere a figure rosse del Gruppo di Lentini-Manfria, circa 350-340 a.C., museo del Louvre

La commedia nuova (altre volte designata come Néa) ha inizio nella seconda metà del IV secolo a.C.
La trama è molto più importante di quella della commedia antica, dopo la parabasi, spesso senza forte legame con l'inizio della commedia, con gli episodi che sono collegati logicamente. Plutarco, a tal proposito, racconta la risposta di Menandro, a chi gli chiedeva della sua opera: "La mia commedia proviene da una trama già costruita, è sufficiente aggiungere i versi".
 Il ruolo del coro si limita a brevi intermezzi tra le cinque "parti" (equivalenti a atti di teatro occidentale moderno) che compongono la commedia. I dialoghi tra gli attori sono generalmente parlati.
Il grande tema è l'amore contrastato che finalmente trionfa dopo tanti colpi di scena: la comparsa di un gemello sconosciuto, riconoscimento di bambini abbandonati, ritorno di un personaggio creduto morto, un figlio illegittimo che si rivelava legittimo ed altro ancora. Più di quanto non apparisse nella commedia antica, i personaggi sono stereotipati: il protagonista è destinato a sposare la protagonista, lo schiavo può essere onesto o imbroglione, il soldato è inevitabilmente spaccone come il cuoco. Questi personaggi principali sono associati a nomi specifici: un Moschion è sempre un protagonista e Gorgia uno schiavo.
Lo stile della commedia nuova si stabilizza, sicché le oscenità sono di solito vietate e le leggi della proprietà sono rispettate. Plutarco osserva che "non vi è amore pederasta" e la seduzione delle vergini viene molto opportunamente eliminata, contrapponendole il matrimonio. In effetti, la commedia nuova era molto più facile da capire per un non-ateniese: più allusioni a questo o quel personaggio, più intrighi legati alla storia della città. Così viene esportata a Roma, dove sarà adattata, nel III secolo, come commedia palliata e abbondantemente ripresa da Plauto e Terenzio. Sembra anche che alcune commedie greche fossero semplicemente "tradotte".